# Malteserschwamm
Malteserschwamm (Cynomorium coccineum) ist eine seltene Pflanzenart und ein Vollschmarotzer (Holoparasit). Sie ist eine von zwei Arten in der Gattung Cynomorium, die die einzige Gattung der Familie der Cynomoriaceae ist. Die systematische Zugehörigkeit dieser Familie zu den Saxifragales wurde erst 2016 durch molekulare Daten geklärt Cynomorium coccineum gedeiht in Salzmarschen und maritimen Sanden.

## Beschreibung
Der Malteserschwamm ist eine rötlichbraune, phalloid-pilzähnliche, etwa 15 bis 30 cm große Pflanze ohne Chlorophyll. Er parasitiert an den Wurzeln von Salzsträuchern und Küstenpflanzen. Die Pflanze besteht neben den zur Blütezeit erscheinenden Sprossen aus einem unterirdischen, verzweigten Rhizom.
Der Spross endet in einem endständigen braunroten Blütenstand. Die Einzelblüten stehen in den Achseln von dreieckigen Schuppenblättern. Die eingeschlechtigen Blüten besitzen Blütenhüllblätter, die zu lappigen Anhängseln reduziert sind. Die männlichen Blüten enthalten nur ein Staubblatt.
Die Chromosomenzahl beträgt 2n = 28.

## Vorkommen

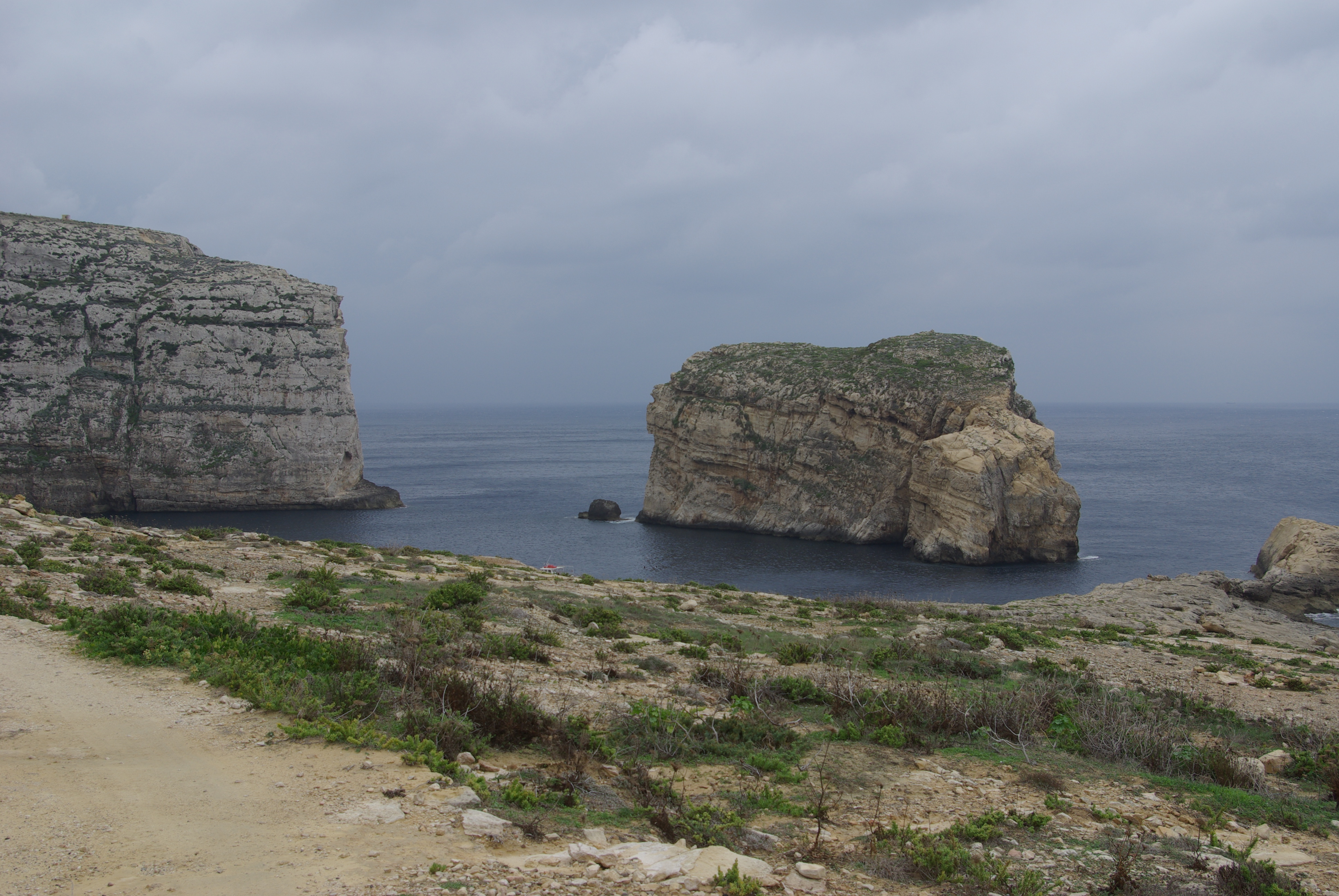
Fungus Rock vor der Küste von Gozo

Außer auf dem Felsen Fungus Rock vor der maltesischen Insel Gozo kommt der Malteserschwamm in Italien, z. B. auf Sizilien an der Westküste im Naturreservat Riserva naturale orientata Saline di Trapani e Paceco und an den großen Teichen von Marsala, im Nationalpark La-Maddalena-Archipel vor Sardinien und auf der Insel Lampedusa vor.
Weitere Vorkommen finden sich im Süden von Korsika, im Oman, Marokko und in Spanien, etwa im Parque Natural de Gata-Nijar im Hinterland von Almería, im Parque Natural de la Bahia de Cádiz.

## Nutzung
Im 16. und 17. Jahrhundert war er das Allheilmittel des großen Spitals der Malteser in Valletta. Der dunkelrote Extrakt des Cynomorium coccineum fand Verwendung bei der Behandlung von Wunden, Blutungen und Verletzungen, wurde aber auch als Aphrodisiakum genutzt. Im 17. und 18. Jahrhundert, als es dem Orden gelang, den Extrakt für horrende Summen an die europäischen Fürstenhäuser zu verkaufen, kam der Pflanze auch ökonomische Bedeutung zu. Die Malteser hüteten die Pflanze eifersüchtig und errichteten Anfang des 18. Jahrhunderts sogar einen Wachtturm an der Küste. Den Felsen konnte man nur in einem Korb erreichen, der über eine Distanz von 35 m an Seilen zwischen Gozo und dem Eiland hin und her gezogen wurde.
Eine medizinische Wirksamkeit der Pflanze ist jedoch nicht nachgewiesen.